# Now and Then (canção)
"Now and Then" é uma canção da banda britânica The Beatles originalmente gravado como uma demo solo de piano/vocal por John Lennon em 1978. Após a morte de Lennon, foi considerado um potencial terceiro single de reunião de sua antiga banda, os Beatles, para seu projeto de documentário autobiográfico de 1995, The Beatles Anthology, após "Free as a Bird" e "Real Love", mas foi arquivada até 2022. A canção foi lançada em 2 de novembro de 2023. Apresenta novos overdubs de Paul McCartney e Ringo Starr, faixas de guitarra de George Harrison das sessões abandonadas de 1995 e a voz de Lennon retirada da demo original usando a tecnologia de demixagem usada pelo diretor Peter Jackson em seu documentário The Beatles: Get Back de 2021.

## Composição
Lennon escreveu "Now and Then" na década de 1970, na mesma época de "Free as a Bird" e "Real Love". Ele gravou a música inacabada em forma de demo na sua casa, no Edifício Dakota, de Nova Iorque, por volta de 1979.

## Versão dos Beatles
Em janeiro de 1994, Paul McCartney recebeu duas fitas da viúva de Lennon, Yoko Ono, que incluía gravações caseiras de canções de Lennon, que nunca haviam sido concluídas ou lançadas comercialmente. As músicas incluídas na fita foram lançadas, sendo elas "Free as a Bird" e "Real Love", além de duas outras músicas inéditas, "Grow Old With Me" e "Now and Then". Em março de 1995, os três Beatles começaram a trabalhar em "Now and Then", gravando uma backing track, que era para ser usada como um overdub. No entanto, após apenas dois dias de gravação, todos os trabalhos sobre a música pararam, e os planos para uma reunião de um terceiro single foram interrompidos permanentemente.
De acordo com McCartney, George Harrison "não queria fazê-la" possivelmente porque novos versos teria de ser escrito. O produtor Jeff Lynne informou que "Foi um dia, uma tarde, realmente, brincando. A canção tinha um refrão, mas é quase total falta de versos. Nós fizemos o backing track, que nós realmente não terminamos." Um fator adicional por trás da interrupção, é de que a canção tinha um defeito técnico na gravação original. Assim como em "Real Love", havia um som que podia ser ouvido em toda a gravação da demo. No entanto, ele estava visivelmente mais forte no "Now and Then", o que tornava muito mais difícil de remover.
Ao longo de 2005 e 2006, a imprensa especulou que McCartney e Starr lançaria uma versão completa da música no futuro. Em 29 de abril de 2007, o Daily Express informou que a música pode ser lançado para coincidir com o catálogo dos Beatles e ser lançado pela primeira vez através de download digital. Os relatórios adicionais circulou no mesmo ano que McCartney estava esperando para completar a música como uma "composição de Lennon/McCartney" por escrever novos versos, que estabelece um novo tambor da faixa gravada por Ringo Starr, e utilizando gravações de arquivo do trabalho da guitarra de Harrison.
Em abril de 2008, The Sun informou que "tem havido discussões sobre acabamento de 'Now and Then'". A partir daí, a história foi retomada e repetida por um número de música e de fontes de mídia de entretenimento.
A única gravação (não oficial) disponível da canção é a demo original de Lennon. Em fevereiro de 2009, a mesma versão da gravação de Lennon foi lançado em um CD pirata, tirada de uma fonte diferente, com nenhum dos "buzz", que dificultaram a gravação dos Beatles da canção em 1995.
Um remix popular de um fã lançado em 2007 chamado "1995 edit" consiste na demonstração original de Lennon com overdub instrumental por um artista não especificado.
Os Beatles, quarteto de rock originário de Liverpool, Inglaterra, que ficaram fomosos na década de 60, voltam ao Grammy no ano de 2025 em duas indicações, gravação do ano e melhor peformance de rock pela faixa "Now and Then", lançada no dia de finados, em novembro de 2023, concorrendo ao lado de artistas do século XX, como Beyonce e Taylor Swift.
Citada por Paul McCartney como "a última música do grupo", a faixa foi composta por John Lennon, ex membro da banda, falecido em dezembro de 1980, apresenta vocais do mesmo, gravados em 1970, antes do fim da banda e foram restaurados utilizando inteligência artificial.

## Posição nas paradas musicais
| Parada (2023)                                           | Melhor posição |
| ------------------------------------------------------- | -------------- |
| Austrália (ARIA)                                        | 6              |
| Áustria (Ö3 Austria Top 75)                             | 1              |
| Bélgica (Ultratop 50 de Flandres)                       | 8              |
| Bélgica (Ultratop 50 da Valônia)                        | 15             |
| Canadá (Canadian Hot 100)                               | 10             |
| República Checa (Singles Digitál Top 100)               | 66             |
| Dinamarca (Tracklisten)                                 | 32             |
| Finlândia (Suomen virallinen lista)                     | 47             |
| França (SNEP)                                           | 14             |
| Alemanha (Offizielle Deutsche Charts)                   | 1              |
| Mundo (Billboard Global 200)                            | 10             |
| Islândia (Plötutíðindi)                                 | 19             |
| Irlanda (IRMA)                                          | 4              |
| Itália (FIMI)                                           | 52             |
| Japão (Japan Hot 100)                                   | 30             |
| Japão (Oricon Digital Singles)                          | 4              |
| Países Baixos (Dutch Top 40)                            | 34             |
| Países Baixos (Single Top 100)                          | 5              |
| Nova Zelândia (Recorded Music NZ)                       | 17             |
| Noruega (VG-lista)                                      | 15             |
| Polônia (Polish Airplay Top 100)                        | 54             |
| Eslováquia (Singles Digitál Top 100)                    | 94             |
| Coreia do Sul (Circle BGM)                              | 32             |
| Coreia do Sul (Circle Download)                         | 124            |
| Suécia (Sverigetopplistan)                              | 8              |
| Suíça (Schweizer Hitparade)                             | 2              |
| Reino Unido (UK Singles Chart)                          | 1              |
| Estados Unidos (Billboard Hot 100)                      | 7              |
| Estados Unidos (Billboard Hot Rock & Alternative Songs) | 2              |
| Estados Unidos (Billboard Rock Airplay)                 | 23             |